# Seticyphella
Seticyphella es un género de hongos de la familia Cyphellaceae. El género contiene 3 especies distribuidas en Europa.